# Xã Salt Creek, Quận Chariton, Missouri
Xã Salt Creek (tiếng Anh: Salt Creek Township) là một xã thuộc quận Chariton, tiểu bang Missouri, Hoa Kỳ. Năm 2010, dân số của xã này là 181 người.